# EcuRed
EcuRed é uma enciclopédia online cubana construída em software MediaWiki, lançada em 13 de dezembro de 2010. 
Com mais de 100.000 artigos, biografias e trabalhos acadêmicos, o site tem como objetivo compartilhar a visão que Cuba tem do mundo.
Os usuários podem se inscrever e trabalhar o conteúdo, mas com a prévia autorização dos administradores.
O site contém uma extensa biografia do líder cubano Fidel Castro e de seu irmão, o presidente Raúl Castro, este citado como um "combatente revolucionário e estadista”.  Já o artigo de George W. Bush menciona que o ex-presidente dos Estados Unidos vem de uma “família corrupta,  trapaceira e envolvida com intrigas governamentais”.
A enciclopédia poderá ser acessada por cerca de 1,6 milhões de pessoas através de uma rede de sites aprovados pelo governo.